# یادگیری ماشین در علوم زمین
کاربردهای یادگیری ماشین در علوم زمینی شامل نقشه‌برداری زمین‌شناسی، تشخیص نشت گاز و شناسایی ویژگی‌های زمین‌شناسی است. یادگیری ماشین (ML) نوعی هوش مصنوعی (AI) است که سیستم‌های رایانه‌ای را قادر می‌سازد تا مجموعه‌های گسترده و پیچیده‌ای از داده‌ها را طبقه‌بندی، خوشه‌بندی، شناسایی و تجزیه و تحلیل کنند در حالی که نیاز به دستورالعمل‌ها و برنامه‌نویسی صریح را از بین ببرند. علم زمین مطالعه منشأ، تکامل و آینده سیاره زمین است. ساختار زمین را می‌توان به چهار بخش اصلی شامل سنگ کره، اتمسفر، آبکره و زیست کره تقسیم کرد.
بسته به ماهیت اکتشاف علم زمین، ممکن است الگوریتم‌های متنوعی اعمال شود. برخی از الگوریتم‌ها ممکن است به‌طور قابل توجهی بهتر از بقیه الگوریتم‌ها برای اهداف خاصی عمل کنند. به عنوان مثال، شبکه‌های عصبی کانولوشنال (CNN) در تفسیر تصاویر، شبکه‌های عصبی مصنوعی (ANN) در طبقه‌بندی خاک عملکرد خوبی دارند اما از دیدگاه محاسباتی گران‌تر از یادگیری ماشین بردار پشتیبان (SVM) آموزش داده می‌شوند. کاربرد یادگیری ماشینی در دهه‌های اخیر افزایش یافته‌است، همان‌طور که توسعه فناوری‌های دیگر مانند وسایل نقلیه هوایی بدون سرنشین (UAV), فناوری سنجش از راه دور با وضوح فوق‌العاده بالا و واحدهای محاسباتی با کارایی بالا منجر به در دسترس بودن مجموعه داده‌های بزرگ با کیفیت بالا و الگوریتم‌های پیشرفته تر. می‌شود.

## اهمیت

### پیچیدگی علم زمین
مشکلات در علوم زمین اغلب پیچیده هستند. به کار بردن مدل‌های ریاضی شناخته شده و توصیف شده در محیط طبیعی دشوار است، بنابراین یادگیری ماشین معمولاً جایگزین بهتری برای چنین مسائل غیر خطی‌ای است. داده‌های زیست‌محیطی معمولاً غیرخطی هستند و از فعل و انفعالات مرتبه بالاتر تشکیل شده‌اند، و همراه با داده‌های از دست رفته، آمارهای سنتی ممکن است عملکرد ضعیفی داشته باشند زیرا مفروضات غیر واقعی مانند خطی بودن در مدل اعمال می‌شوند. تعدادی از محققان دریافتند که یادگیری ماشینی از مدل‌های آماری سنتی در علم زمین، مانند توصیف ساختار تاج پوشش جنگل، پیش‌بینی تغییرات دامنه ناشی از آب و هوا، و ترسیم رخساره‌های زمین‌شناسی، بهتر عمل می‌کند. مشخص کردن ساختار تاج پوشش جنگل، دانشمندان را قادر می‌سازد تا واکنش پوشش گیاهی به تغییرات آب و هوایی را مطالعه کنند. پیش‌بینی تغییر دامنه ناشی از آب و هوا، سیاستگذاران را قادر می‌سازد تا روش گفتگوی مناسبی را برای غلبه بر پیامدهای تغییرات آب و هوایی اتخاذ کنند. ترسیم رخساره‌های زمین‌شناسی به زمین شناسان کمک می‌کند تا زمین شناسی یک منطقه یا ناحیه را که برای توسعه و مدیریت یک منطقه ضروری است، درک کنند.

### داده‌های غیرقابل دسترس
در علوم زمین، دسترسی یا جمع‌آوری برخی از داده‌ها اغلب دشوار است، بنابراین استنباط داده از داده‌هایی که به راحتی با استفاده از یادگیری ماشینی در دسترس هستند، مطلوب است. به عنوان مثال، نقشه‌برداری زمین‌شناسی در جنگل‌های بارانی استوایی چالش‌برانگیز است، زیرا پوشش گیاهی ضخیم و رخنمون‌های سنگی در معرض دید ضعیفی قرار دارند. بکارگیری سنجش از دور با رویکردهای یادگیری ماشین، راه جایگزینی برای نقشه‌برداری سریع بدون نیاز به نقشه‌برداری دستی در مناطق غیرقابل دسترس فراهم می‌کند.

### کاهش هزینه‌های زمانی
یادگیری ماشینی همچنین می‌تواند تلاش‌های انجام شده توسط متخصصان را کاهش دهد، زیرا وظایف طبقه‌بندی و حاشیه‌نویسی و… که به صورت دستی انجام می‌شدند گلوگاه‌های روند کار تحقیقات علوم زمین هستند. نقشه‌برداری زمین‌شناسی، به ویژه در یک منطقه وسیع و دورافتاده، با روش‌های سنتی، پر هزینه و زمان بر است. ادغام رویکردهای سنجش از راه دور و یادگیری ماشین می‌تواند راه حل جایگزینی برای حذف برخی از نیازهای نقشه‌برداری میدانی ارائه دهد.